# Live (album de Foghat)
Albums de Foghat
Night Shift
(1976) Stone Blue
(1978)
Singles
1. I Just Want to Make Love to You
Sortie : septembre 1977

Live comme son nom l'indique est un album enregistré en public par le groupe de hard rock / blues rock anglais Foghat. Il est sorti le 19 août 1977 sur le label Bearsville Records.

## Historique
L'album a été enregistré le 10 mai 1977 lors de la tournée américaine de promotion de l'album Night Shift et fut produit par Nick Jameson. L'enregistrement fut effectué, avec l'aide du studio mobile de RCA Records à la Dome Aren à Henrietta dans l'État de New York.
Il se classa à la 11e place des charts américains du Billboard 200 et le single "I Just Want to Make Love to You" atteignit la 33e du Hot 100. Il se classa aussi très bien dans les charts canadiens atteignant une 5e place dans le RPM Top albums.
Il fut certifié double disque de platine aux États-Unis (plus de 2 millions d'albums vendus), soit le plus gros succès du groupe.

## Liste des titres
Face 1
| No | Titre                           | Auteur              | Durée |
| -- | ------------------------------- | ------------------- | ----- |
| 1. | Fool for the City               | Dave Peverett       | 5:28  |
| 2. | Home in My Hand                 | Peverett, Rod Price | 4:56  |
| 3. | I Just Want to Make Love to You | Willie Dixon        | 8:36  |

Face 2
| No | Titre      | Auteur          | Durée |
| -- | ---------- | --------------- | ----- |
| 4. | Road Fever | Peverett, Price | 5:29  |
| 5. | Honey Rush | Big Joe Turner  | 5:38  |
| 6. | Slow Ride  | Peverett        | 8:21  |

## Musiciens
- "Lonesome" Dave Peverett: chant, guitare rythmique
- Rod Price: guitare solo, rythmique et slide, chœurs
- Roger Earl: batterie
- Graig McGregor: basse, chœurs

avec
- Dan Graig, Dave Lang & Nick Jameson: percussions

## Charts et certifications
| Pays       | Durée du classement | Meilleur classement |
| ---------- | ------------------- | ------------------- |
| Canada     | 14 semaines         | 5e                  |
| États-Unis | 29 semaines         | 11e                 |

| Pays       | Certification | Ventes      | Date       |
| ---------- | ------------- | ----------- | ---------- |
| États-Unis | 2 × Platine   | 2 000 000 + | 22/10/1984 |

### Charts single
| Date | Single                        | Chart           | Durée du classement | Position |
| ---- | ----------------------------- | --------------- | ------------------- | -------- |
| 1977 | I Just Wanna Make Love To You | Hot 100         | 17 semaines         | 33e      |
| 1977 | I Just Wanna Make Love To You | RPM Top Singles | 11 semaines         | 28e      |